# Ruggero Bagialemani
Ruggero Bagialemani (Roma, 2 febbraio 1963) è un ex giocatore di baseball e allenatore di baseball italiano.

## Carriera

### Giocatore

#### Club
Bagialemani ha compiuto tutta la trafila delle giovanili con il Nettuno Baseball, dal 1970 al 1981.
A livello giovanile ha vinto sette campionati italiani di categoria, di cui tre con la categoria Ragazzi (1970, 1972, 1974), uno con la categoria Allievi (1976) e altri tre con la categoria De Martino, ovvero la Juniores (1978, 1979, 1981).
Il 22 aprile 1978 ha esordito in Serie A a soli 15 anni, in occasione di una partita tra Nettuno e Novara. Per tutta la sua carriera da giocatore ha militato nel Nettuno Baseball Club, disputando 22 stagioni consecutive (dal 1978 al 1999). Al termine dell'ultima partita del campionato 1999, la decisiva gara 7 persa contro Rimini, Bagialemani ha rimediato una squalifica di tre anni (poi ridotta a due e mezzo) per aver aggredito l'arbitro di casa base Franceschetti, a conferma del forte temperamento che lo contraddistingueva.
Nel 2002, a tre anni di distanza dalla sua ultima partita da giocatore, si è ripresentato eccezionalmente nel box di battuta per un turno da pinch hitter nella trasferta di Modena, in quella che è stata la presenza numero 1003 nel campionato italiano.
In oltre vent'anni da giocatore ha vinto, tra gli altri trofei, quattro scudetti due Coppe dei Campioni,due coppe CEB  due Super Coppe Europee e due Coppe Italia, Ha avuto il record assoluto di sempre di battute valide nel Campionato Nazionale (poi superato) mentre detiene quello sempre di Battute Valide con la stessa maglia, 1338 in 1003 partite disputate nel massimo campionato. La sua media vita è di 339 con 863 punti battuti a casa e 98 fuoricampo. Detiene anche un singolare record, quello di aver messo a segno 7 battute valide in una sola partita, primato conseguito nel 1984 in uno storico derby vinto 44-0 contro l'Anzio. Nel corso della carriera è stato premiato con il Guanto d'oro di miglior difensore in 14 occasioni, rispettivamente quattro nel ruolo di terza base (3B) e dieci in quello di interbase (SS).
Nel 2014 è stato onorato con il ritiro del numero della sua maglia, la numero 20.

#### Nazionale
Nazionale azzurro sin dalla gioventù, ha vinto trofei in tutte le categorie giovanili: due Europei con la categoria Cadetti (in Belgio nel 1977 e in Spagna nel 1979) più uno con la Categoria Juniores (sempre in Belgio, nel 1980).
Il debutto con la Nazionale maggiore è avvenuto a 19 anni durante il campionato del mondo 1982 disputatosi in Corea del Sud. Quattro volte campione d'Europa, ha giocato in azzurro per 18 anni consecutivi, di cui 9 da capitano.
Ha partecipato anche a 3 Olimpiadi (Los Angeles 1984, Barcellona 1992 e Atlanta 1996), 5 Coppe Intercontinentali e ben 7 Mondiali, un altro suo primato personale.
È stato eletto miglior giocatore d'Europa nel 1989. Inoltre il 22 agosto 1990 ha rappresentato l'Italia insieme a Roberto Bianchi giocando da titolare la partita delle stelle, svoltasi ad Atlanta e vinta dal Resto del Mondo per 11 a 8 contro le Americhe.
Bagialemani detiene il primato di presenze nella Nazionale di baseball dell'Italia con 195 partite disputate, 209 battute valide e una media battuta vita di .310.

### Allenatore
Dopo il ritiro dall'agonismo (interrotto brevemente dalla parentesi da giocatore del 2002), è stato impegnato nelle vesti di direttore tecnico del Nettuno nel 2001, contribuendo a costruire la squadra che vince il diciassettesimo scudetto del club laziale. Tuttavia, il debutto come manager è avvenuto nel 2002, per una prima parentesi durata sette anni fino alle dimissioni giunte al termine della stagione 2008. Dopo un anno di lontananza dal campo ha firmato per il 2010 un contratto triennale con i vecchi avversari del Bbc Grosseto, poi rescisso per tornare nel 2011 sulla panchina nettunese per altri tre campionati. Si ritira nel 2013 sfiorando Scudetto e Coppa Italia, dopo il ritiro, viene tolta la maglia numero 20 e consegnata a Ruggero per sempre, consegnando così la sua maglia alla Storia. 
Nei dieci anni trascorsi alla guida del Nettuno ha vinto la Coppa dei Campioni 2008 e la Coppa Italia 2011.
Dal 2016 entra a far parte dello Staff Tecnico della Nazionale Tedesca come Vice Allenatore e Responsabile degli Interni di tutte le Nazionali

## Palmarès

### Giocatore

#### Club
- Campionati italiani: 4

Nettuno: 1990, 1993, 1996, 1998
- Coppe Italia: 2

Nettuno: 1995, 1998
- Coppe dei Campioni: 2

Nettuno: 1991, 1997
- Coppe CEB: 2

Nettuno: 1993, 1995
- Supercoppe europee: 2

Nettuno: 1992, 1998

#### Nazionale
- Campionati europei: 4

Italia: 1983, 1989, 1991, 1997

### Allenatore
- Coppe dei Campioni: 1

Nettuno: 2008
- Coppe Italia: 1

Nettuno: 2011
Medaglia  di    BRONZO   e   Medaglia     D'ARGENTO     al  Valore     ATLETICO